# Peter Paltchik
Peter Paltchik (em hebraico:  פיטר פלצ'יק, em ucraniano:  Петер Пальтчик; 4 de janeiro de 1992) é um judoca israelense.

## Carreira
Ele nasceu com um peso elevado de 5,1 kg (11 libras), ossos tortos e vários problemas de saúde, e o médico recomendou que sua família deixasse Peter praticar esportes. Seu avô o enviou para praticar judô quando tinha quatro anos no Samurai Club em Rishon Letzion sob o treinamento de Pavel Musin.
Paltchik esteve nos Jogos Olímpicos de Verão de 2020 em Tóquio, onde conquistou a medalha de bronze no confronto por equipes mistas como representante de Israel, conjunto de judocas que derrotou o time russo.